# Кабас
Кабас (фр. Cabasse) насеље је и општина у Француској у региону Прованса-Алпи-Азурна обала, у департману Вар која припада префектури Брињол.
По подацима из 2011. године у општини је живело 1968 становника, а густина насељености је износила 43,26 становника/km². Општина се простире на површини од 45,49 km². Налази се на средњој надморској висини од 290 метара (максималној 404 m, а минималној 162 m).

## Демографија
| 1962. | 1968. | 1975. | 1982. | 1990. | 1999. | 2011. |
| ----- | ----- | ----- | ----- | ----- | ----- | ----- |
| 881   | 905   | 802   | 786   | 1.182 | 1.283 | 1.968 |

График промене броја становника у току последњих година